# Eleccions al Dáil Éireann de 1921
Les eleccions al Dáil Éireann de 1921 es van celebrar en virtud de la Government of Ireland Act de 1920, que consagrava la divisió de les dues irlandes. El 24 de maig de 1921 es van celebrar eleccions a Irlanda del Nord, que foren guanyades pel Partit Unionista de l'Ulster. Pel que fa a Irlanda del Sud, els membres del primer Dáil Éireann no van acceptar la legitimitat dels comicis i repartiren els seus 128 escons entre 124 per al Sinn Féin i quatre per a unionistes independents.

## Resultats a Irlanda del Sud
No es va produir una veritable elecció, ja que els 128 candidats no van tenir oposició. D'ells, 124 foren guanyats pel Sinn Féin i els altres quatre eren quatre unionistes independents candidats per la circumscripció de Trinity College (Universitat de Dublín).
| Eleccions a Irlanda del Sud de 1921 | Eleccions a Irlanda del Sud de 1921 | Eleccions a Irlanda del Sud de 1921 | Eleccions a Irlanda del Sud de 1921 | Eleccions a Irlanda del Sud de 1921 |
| Partit                              | Partit                              | Líder                               | Núm d'escons                        | % d'escons                          |
| ----------------------------------- | ----------------------------------- | ----------------------------------- | ----------------------------------- | ----------------------------------- |
|                                     | Sinn Féin                           | Éamon de Valera                     | 124 (sense oposició)                | 96,9                                |
|                                     | Unionistes Independents             | Unionistes Independents             | 4 (sense oposició)                  | 3,1                                 |
| Total                               | Total                               | Total                               | 128                                 | 100                                 |

Només els candidats del Sinn Féin reconegueren el Dáil i cinc d'ells foren escollits en dues constituències (Mícheál Ó Coileáin, Éamon de Valera, Arthur Griffith, Seán Milroy i Eoin MacNeill) un a cada part d'Irlanda. El nombre total de membres del Dáil fou de 125: 119 a Irlanda del Sud, 1 només a Irlanda del Nord (Seán O'Mahony), i 5 a ambdues.
La no acceptació de la divisió provocaria la guerra angloirlandesa, que acabaria el 1922 amb la signatura del Tractat angloirlandès i la convocatòria de noves eleccions per a acceptar-lo.

## Northern Ireland result
Les eleccions al Parlament d'Irlanda del Nord es dugueren a terme el 24 de maig. Dels 52 escons, inclosos els de la circumscripció de la Universitat de Queen's a Belfast, 40 foren a parar als Unionistes, 6 als nacionalistes moderats i 6 al Sinn Féin.
| Eleccions a Irlanda del Nord de 1921 | Eleccions a Irlanda del Nord de 1921 | Eleccions a Irlanda del Nord de 1921 | Eleccions a Irlanda del Nord de 1921 | Eleccions a Irlanda del Nord de 1921 | Eleccions a Irlanda del Nord de 1921 | Eleccions a Irlanda del Nord de 1921 |
| Partit                               | Partit                               | Líder                                | Escons                               | % d'escons                           | Votes                                | % d'escons                           |
| ------------------------------------ | ------------------------------------ | ------------------------------------ | ------------------------------------ | ------------------------------------ | ------------------------------------ | ------------------------------------ |
|                                      | Partit Unionista de l'Ulster         | James Craig                          | 40                                   | 76,9                                 | 343.347                              | 66,9                                 |
|                                      | Sinn Féin                            | Éamon de Valera                      | 6                                    | 11,5                                 | 104.917                              | 20,5                                 |
|                                      | NP (NI)                              | Joe Devlin                           | 6                                    | 11,5                                 | 60.577                               | 11,8                                 |
|                                      | Partit Laborista de Belfast          |                                      | 0                                    | 0                                    | 3.075                                | 0,6                                  |
|                                      | Independents                         | Independents                         | 0                                    | 0                                    | 926                                  | 0,2                                  |
| Total                                | Total                                | Total                                | 52                                   | 100                                  | 512.842                              | 100                                  |